# Emma Hamilton
Emma Hamilton, Lady Hamilton, tidigare Emma Hart, ursprungligen Amy Lyon, född 26 april 1765 i Neston i Cheshire, död 15 januari 1815 i Calais i Normandie, var en brittisk dansös, modell, kurtisan och societetsdam, mest känd som den brittiske amiralen Horatio Nelsons älskarinna.

## Biografi
Emma Hamilton var dotter till en smed, och kom år 1777 till London som tjänsteflicka. Hon var en tid anställd som skådespelare vid Drury Lane Theatre, och därefter som dansös och modell hos en samtida sexolog, James Graham, i hans "Temple of Health" som sålde in sina teorier och kurer med föreställningar som bland annat innehöll grekiska gudinnor.
Emma Hamilton var vid denna tid kurtisan. Hon inhyrdes 1781 som "värdinna" och dansös på en svensexa på ett gods av Sir Henry Fetherstonhaugh, under vilken hon ska ha dansat naken på bordet. Hon fick ett barn med Fetherstonhaugh, som dock vägrade erkänna barnet. Hon blev istället år 1782 älskarinna till Charles Francis Greville, som 1786 överlät henne till sin morbror, sir William Hamilton, som var brittiskt sändebud i Neapel, mot att denne betalade Grevilles skulder. Emma och William Hamilton gifte sig 1791 och hon fick genom äktenskapet titeln Lady Hamilton.
Emma Hamilton blev en av de ledande figurerna i Neapels societetsliv; hon blev en känd konstnärsmodell, ofta porträtterad som romersk gudinna. Bland hennes beundrare märks Goethe. Genom sin vänskap med drottning Maria Karolina av Österrike blev hon även en politisk faktor av vikt.
Emma Hamilton träffade Lord Nelson första gången 1793 och efter hans återkomst från Nilen 1798 blev hon hans älskarinna. Det påstås att hon svimmade då hon såg honom efter återkomsten; han hade förlorat höger arm såväl som de flesta av sina tänder samt led av svår hosta och var dessutom blind på höger öga. När William Hamilton år 1800 kallades hem från Neapel, reste hon tillsammans med älskaren och maken genom Europa hem till Storbritannien. Hon skötte om Nelson i sitt hem och då han fyllde 40 år ordnade hon en fest med över tusen gäster. Hon födde honom den 30 januari 1801 dottern Horatia, som 1822 gifte sig med en präst vid namn Philip Ward och dog 6 mars 1881. Det sägs att Nelson under slaget vid Köpenhamn 2 april 1801 medförde Emma Hamilton, som installerades i ett hus strax utanför Helsingborg. Hennes make avled 1803 och hon och Nelson levde sedan helt öppet tillsammans.
Vid sin död 1805 efterlämnade Nelson åt Emma en årlig summa på 2 000 pund. Likväl, på grund av sin slösaktighet, lyckades hon försätta sig i svår skuld. För att undkomma sina fordringsägare tog hon sin tillflykt till Calais i Frankrike. Där avled hon i fattigdom, svårt alkoholiserad, den 15 januari 1815.